# ФК Слобода Чачак
ФК Слобода Чачак је фудбалски клуб из Чачка, и тренутно се такмичи у Зони Морава, четвртом такмичарском нивоу српског фудбала. Клуб је основан 1949. године.